# Rainy Cocoa
Ameiro cocoa (雨色ココア?) è  un manga diffuso digitalmente da IAM Denshi Shuppan nei negozi online di Android e Apple. Con la peculiarità di fondere testo ed audio, l'opera è disponibile in forma bilingue, giapponese ed inglese. Nel 2015 è andato in onda un adattamento anime a cui hanno fatto seguito una seconda e una terza stagione trasmesse rispettivamente da ottobre 2015 e ottobre 2016.
In Italia, Yamato Video ha caricato su YouTube la prima stagione col titolo di Rainy Cocoa in lingua originale coi sottotitoli in italiano dall'11 maggio al 22 giugno 2015.

## Trama
Aoi Tokura, uno studente qualsiasi, dopo una giornata piovosa storta si ritrova in un confortevole caffè: il Rainy Color. Rifocillatosi, il giovane finisce per iniziare a lavorarci. Lì fa subito amicizia con l'amichevole banconista Shion e due clienti abituali compagni di università: il travolgente Ryota Sakura e lo scontroso Keiichi Iwase, nel quale Aoi si era già imbattuto tornando a casa in treno e col quale la conoscenza non era iniziata nel verso giusto. A gestire il locale vi è il signor Amami, instancabile viaggiatore che fra un'avventura e l'altra fa tappa al suo caffè, solitamente solo per lasciarvi dei souvenir.

## Personaggi
Aoi Tokura (都倉 碧?, Tokura Aoi)
Doppiato da: Hiro Shimono
Protagonista, da poco studente universitario, lavora al Rainy Color. Per il suo aspetto delicato viene spesso scambiato per una ragazza, con suo grande imbarazzo.
Shion Koga (古賀 シオン?)
Doppiato da: Daisuke Hirakawa
Responsabile del Rainy Color. Il suo aspetto gentile e il suo carattere conciliante lo rendono particolarmente gradito alle clienti.
Ryōta Sakuragi (桜木 涼太?)
Doppiato da: Mamoru Miyano
Vivace compagno di studi di Keiichi ed habitué del Rainy Color.
Kōji Amami (天見 浩司?)
Doppiato da: Ryō Horikawa
Padrone del Rainy Color, è tuttavia spesso assente perché grande viaggiatore.
Keiichi Iwase (岩瀬 啓一?)
Doppiato da: Hikaru Midorikawa
Studente universitario d'arte assieme a Ryota ed habitué del Rainy Color. Passa la maggior parte del tempo a leggere in disparte. Il suo carattere brusco e diretto rende frequenti le incomprensioni con il sensibile Aoi.
Rain (レイン?)
Doppiato da: Yūko Okui
Cane mascotte del Rainy Color.

## Anime
Sebbene la prima stagione sia composta da brevi episodi ed un piccolo cast di attori e personaggi, il successo della serie ha permesso di iniziare una campagna di crowdfunding per la produzione di una seconda stagione con più personaggi. Una terza stagione è iniziata il 2 ottobre 2016, e si è conclusa il 18 dicembre dello stesso anno.
La sigla dell'anime è Rainy Cocoa, cantata da Hiro Shimono.